# Marcello Inghilesi
Marcello Inghilesi (Arezzo, 26 agosto 1940) è un giornalista, scrittore e dirigente d'azienda italiano.Liceo classico e Laurea in Economia a Firenze.

## Biografia
Come giornalista ha scritto per diverse testate nazionali come Il Sole 24 Ore, Il Giornale, Libero, Il Riformista, Il Foglio, Avanti!, e il settimanale Panorama. Ha scritto per i quotidiani net l'Occidentale e Formiche. Vice direttore di Cahiers d'Art.
È stato economista presso le Nazioni Unite ad Algeri, Tripoli, Khartoum e Tunisi .
Come manager pubblico ha ricoperto l'incarico di vicepresidente dell'Enel e di presidente dell'Istituto nazionale per il commercio estero.
È stato dirigente, amministratore e presidente di molte società italiane
È stato fondatore e segretario generale dell'Osservatorio per l'energia e l'ambiente, Opef, della Fondazione Luigi Einaudi di Roma, di cui è stato anche vicepresidente.
È socio onorario del Comitato Leonardo.
Nel corso della sua carriera studentesca è stato Presidente dell'Oruf ( studenti universitari fiorentini),  presidente dell'Unione Goliardica Italiana e vicepresidente dell'UNURI (Unione nazionale universitaria rappresentativa italiana) .

## Opere principali
- Energia, Marsilio Editori, 1978
- Il fumo e il sole, Marsilio Editori, 1985
- Conversare a Hangzhou: lezioni su sviluppo e sotto-sviluppo, Marsilio Editori 1995
- Il volo del kiwi, Rubbettino, 2004
- Piccole storie, De Batte, 2005